# Clinteria flavonotata
Clinteria flavonotata är en skalbaggsart som beskrevs av Hippolyte Louis Gory och Achille Rémy Percheron 1833. Clinteria flavonotata ingår i släktet Clinteria och familjen Cetoniidae. Utöver nominatformen finns också underarten C. f. widagdoi.